# Arroyomolinos (Madrid)
Arroyomolinos é um município da Espanha na província de Madrid, comunidade autónoma do mesmo nome, de área 20.66 km² com população de 16.207 habitantes e densidade populacional de 784,46 hab/km².